# Kőrösi Papp Kálmán
Kőrösi Papp Kálmán (Vésztő, 1940. július 16. –) festőművész, grafikus.

## Életpályája
A Vasutas Képzőművészeti Szabadiskolában több mint tízéves képzés során sajátította el az alapokat. Mestere Kling György és az első egyéni kiállítását 1974-ben megszervező Bálint Endre voltak.
Kőrösi Papp azóta számos önálló és csoportos kiállításon szerepelt, neves fővárosi galériák állandó meghívott művésze. A művészeti és kulturális élet aktív alakja. Tagja a Magyar Alkotóművészek Országos Egyesületének, a Magyar Képzőművészek és Iparművészek Szövetségének, a Magyar Festők Társaságának, a Magyar Vízfestők Társaságának, valamint az Újpesti Művészek Társaságának és a Muravidéki Baráti Kör Kulturális Egyesületének. Rendszeres résztvevője, motorja rangos művésztáboroknak, kulturális eseményeknek.
Budapesten élő, igen termékeny alkotó. 2021-ben grafikus társszerzője volt Naszvadi Judith mellett a Szülőföld Kiadó gondozásában megjelent Mélyről című kisregénynek.

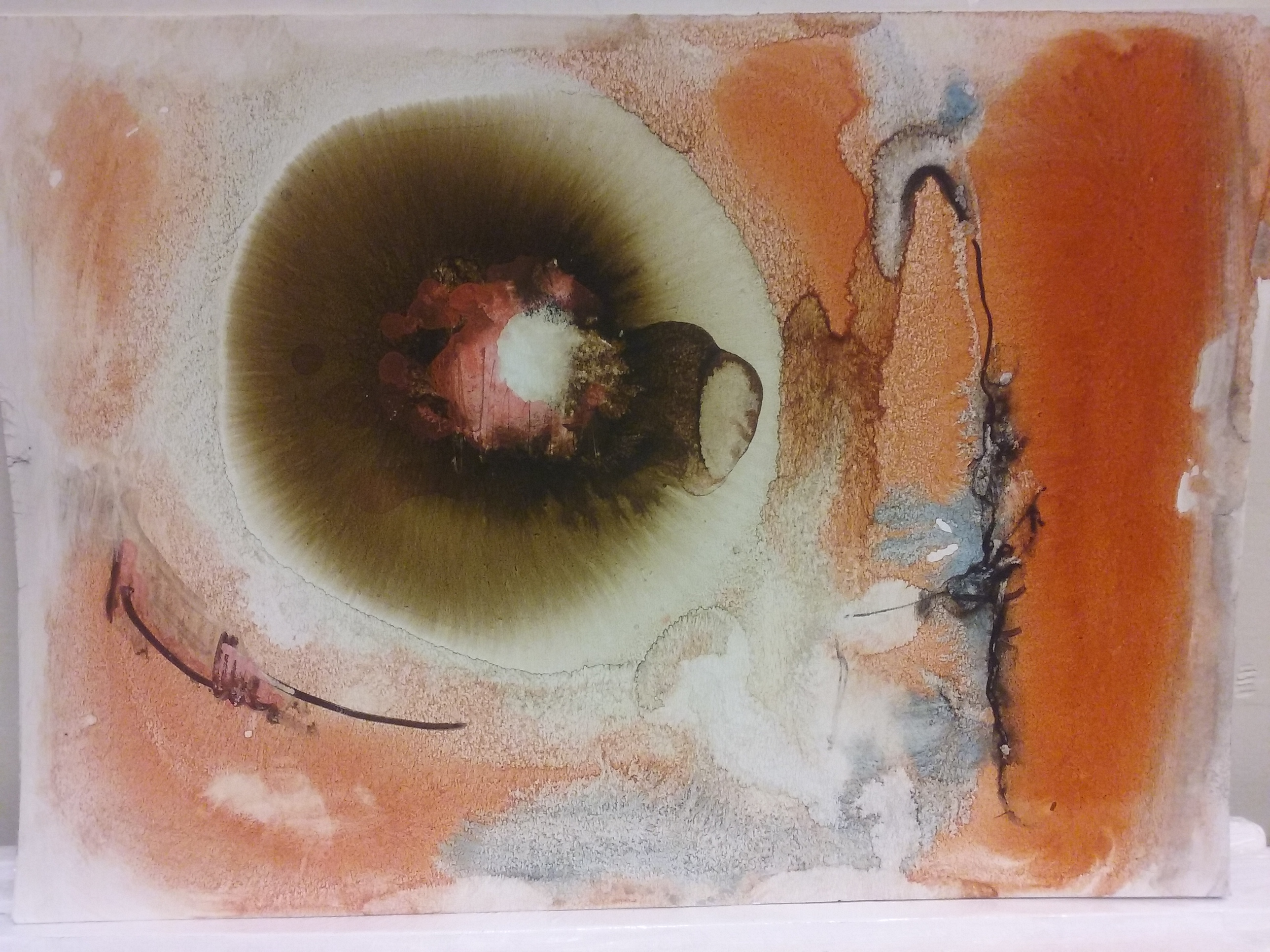
A 2019-es Kozmikus analógiák sorozat egy darabja